# Volta a Portugal de 2004
A 66ª edição da Volta a Portugal em Bicicleta decorreu entre os dias 29 de Julho e 8 de Agosto de 2004. Foram percorridos 1507 km.

## Equipas
Participaram 159 ciclistas de 18 equipas:
| Equipa                        |
| ----------------------------- |
| LA Aluminios-Pecol-Bombarral  |
| Kelme-Costa Blanca            |
| Carvalhelhos-Boavista         |
| Lokomotiv                     |
| Würth-Atum Bom Petisco-Tavira |
| Relax-Bodysol                 |
| Saunier Duval-Prodir          |
| Barbot-Gaia                   |
| Team Barloworld-Androni G     |
| Imoholding–Loulé Jardim Hotel |
| Beppi-Ovarense                |
| Lampre                        |
| Ceramiche Panaria-Margres     |
| Fassa Bortolo                 |
| Milaneza-Maia                 |
| ASC-Vila do Conde             |
| Antarte-Rota dos Móveis       |
| Hoop CCC-Polsat               |

## Etapas
| Detalhe   | Data        | Cidades da etapa                     | km              | Vencedor da etapa             | Líder da classificação geral |
| 1ª etapa  | 29 de Julho | Termas de Monfortinho-Castelo Branco | 190,6           | José Miguel Elias · Espanha   | José Miguel Elias · Espanha  |
| 2ª etapa  | 30 de Julho | Castelo Branco-Cartaxo               | 187,7           | Cândido Barbosa · Portugal    | José Miguel Elias · Espanha  |
| 3ª etapa  | 31 de Julho | Batalha (Fassa Bortolo)-Viseu        | 209             | Jose Cayetano Julia · Espanha | Cláudio Faria · Portugal     |
| 4ª etapa  | 1 de Agosto | Viseu-Alto da Senhora da Graça       | 160,8           | David Arroyo · Espanha        | José Miguel Elias · Espanha  |
| 5ª etapa  | 2 de Agosto | Santo Tirso-Fafe                     | 138,2           | Adolfo Garcia · Espanha       | José Miguel Elias · Espanha  |
| 6ª etapa  | 3 de Agosto | Fafe-Santa Maria da Feira            | 146,6           | Fabio Sacchi · Itália         | José Miguel Elias · Espanha  |
|           | 4 de Agosto | Dia de descanso                      | Dia de descanso | Dia de descanso               | Dia de descanso              |
| 7ª etapa  | 5 de Agosto | São João da Madeira-Gouveia          | 160,5           | Sérgio Paulinho · Portugal    | José Miguel Elias · Espanha  |
| 8ª etapa  | 6 de Agosto | Fundão-Torre                         | 143,4           | David Arroyo · Espanha        | David Bernabéu · Espanha     |
| 9ª etapa  | 7 de Agosto | Figueira da Foz-Alcobaça             | 147,2           | Alberto Ongarato · Itália     | David Bernabéu · Espanha     |
| 10ª etapa | 8 de Agosto | Oeiras-Sintra                        | 31,3 (CRI)      | Sérgio Paulinho · Portugal    | David Bernabéu · Espanha     |

## Classificação Final
| Lugar | Nome                 | Nacionalidade | Equipa                       | Tempo     |
| 01.   | David Bernabéu       | Espanha       | Milaneza-Maia                | 38h56m02s |
| 02.   | David Arroyo         | Espanha       | LA Aluminios-Pecol-Bombarral | a 2m08s   |
| 03.   | Nuno Ribeiro         | Portugal      | LA Aluminios-Pecol-Bombarral | a 2m40s   |
| 04.   | Txema Del Olmo       | Espanha       | Milaneza-Maia                | a 4m23s   |
| 05.   | Rui Lavarinhas       | Portugal      | Milaneza-Maia                | a 4m36s   |
| 06.   | Sérgio Paulinho      | Portugal      | LA Aluminios-Pecol-Bombarral | a 5m39s   |
| 07.   | Ezequiel Mosquera    | Espanha       | Carvalhelhos-Boavista        | a 7m16s   |
| 08.   | Victoriano Fernandez | Espanha       | ASC-Vila do Conde            | a 8m05s   |
| 09.   | José Miguel Elias    | Espanha       | Relax-Bodysol                | a 8m23s   |
| 10.   | Rui Miguel Sousa     | Portugal      | Milaneza-Maia                | a 9m39s   |

## Outras classificações
Pontos (camisola vermelha): Cândido Barbosa - LA Aluminios-Pecol-Bombarral
Montanha (camisola azul): David Arroyo - LA Aluminios-Pecol-Bombarral
Juventude (camisola verde): David Arroyo - LA Aluminios-Pecol-Bombarral
Geral Equipas: Milaneza-Maia-MSS